# Newark-on-Trent
Newark-on-Trent (oft auch nur Newark) ist eine etwa 30.000 Einwohner zählende Stadt in der Grafschaft (county) Nottinghamshire im Osten Englands; zusammen mit dem eng verwachsenen Nachbarort Balderton sind es um die 40.000 Einwohner.

## Lage und Klima
Die Stadt Newark liegt in einer Höhe von ca. 23 m am River Trent, einem Zufluss der nördlich gelegenen Humber-Mündung. Die Großstädte Nottingham und Sheffield befinden sich etwa 35 km (Fahrtstrecke) südwestlich bzw. 75 km nordwestlich. Das Klima ist gemäßigt; Regen (ca. 700–800 mm/Jahr) fällt übers Jahr verteilt.

## Bevölkerung
| Jahr      | 2001   | 2011   | 2021   |
| Einwohner | 25.418 | 27.546 | 29.748 |

Das Bevölkerungswachstum beruht im Wesentlichen auf dem Zuzug von Familien aus dem ländlichen Umland sowie aus anderen Teilen des Commonwealth.

## Geschichte

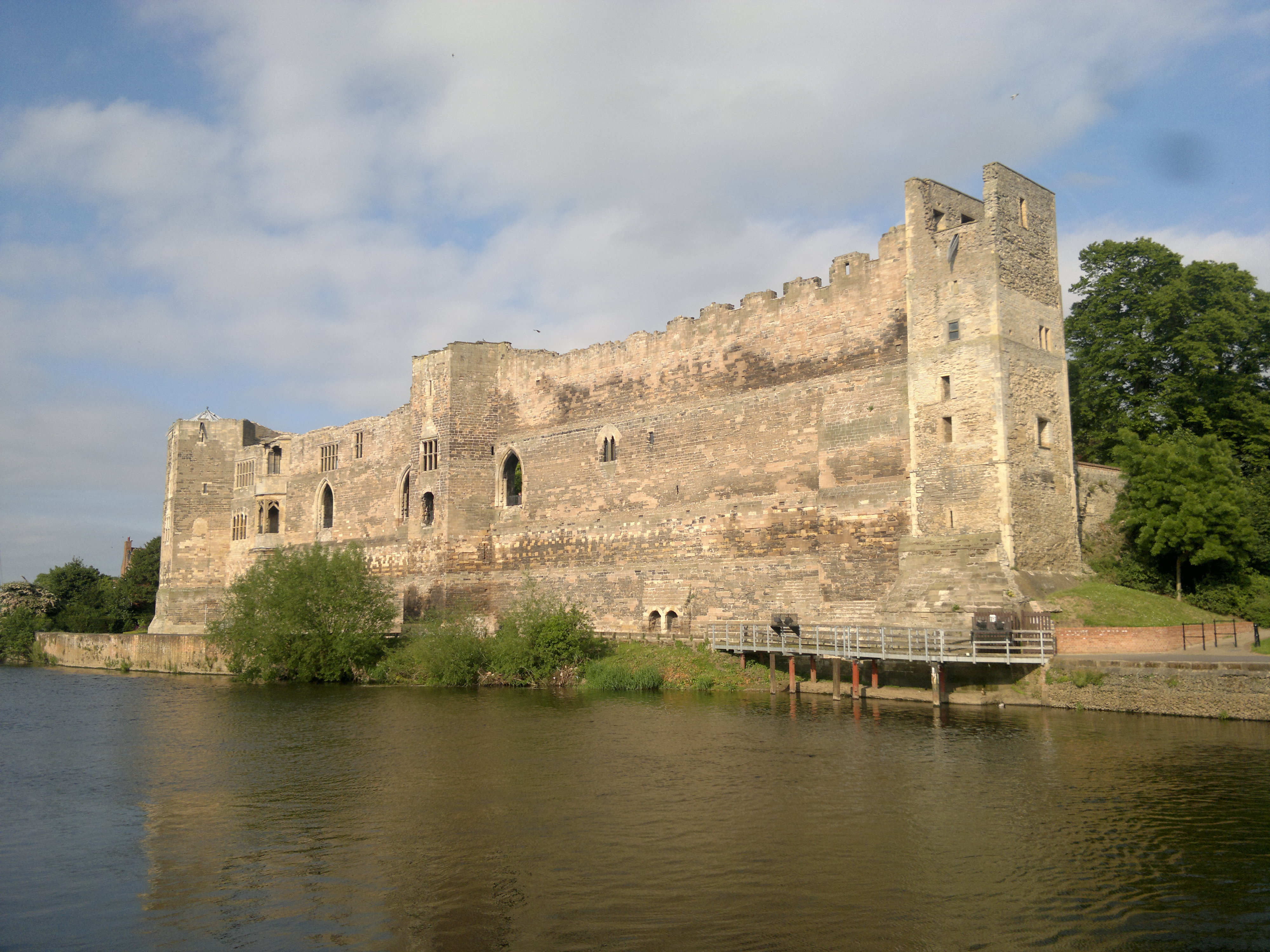
Newark Castle

Am Stadtrand von Newark-on-Trent wurde der Newark-Torques, ein Halsring aus der Eisenzeit, gefunden. Der Ort entstand an einer Stelle, wo die Römerstraße Fosse Way den Fluss Trent berührt. Er wurde erstmals im Jahr 664 erwähnt und im Domesday Book werden Bürger als seine Einwohner genannt. Im 12. Jahrhundert ließen die Bischöfe von Lincoln die Burg Newark Castle und eine Brücke über den Trent bauen. Im Jahr 1549 ging die Stadt aus dem Besitz des Bischofs in den der Krone über. 1673 wurde sie Borough (Wahlkreis) mit zwei Abgeordneten im Unterhaus.

## Wirtschaft
Im Mittelalter waren Wollverarbeitung und Textilwebereien die bedeutendsten Wirtschaftszweige; im 19. Jahrhundert entstanden Landmaschinen- und Zuckerfabriken.

## Sehenswürdigkeiten
- Um den großen Marktplatz stehen zahlreiche alte Gebäude, insbesondere die St Mary Magdalene’s Church mit ihrem alles überragenden Spitzhelm aus dem 14. Jahrhundert, eine der größten Pfarrkirchen Englands.
- Das Newark Castle wurde nach der Belagerung der Stadt im englischen Bürgerkrieg zerstört. Im Jahr 1216 starb König Johann Ohneland in der Burg.

### Museen
- Town Hall Museum im Rathaus
- The National Civil War Centre and Newark Museum
- Newark Air Museum im Nachbarort Winthorpe

## Partnerstädte
- Sandomierz, Polen
- Emmendingen, Deutschland

Die Stadt Newark in New Jersey (USA) wurde von Auswanderern aus dem englischen Newark gegründet.

## Söhne und Töchter der Stadt
- John Blow (1649–1708), Komponist des Barock
- William Warburton (1698–1779), Kritiker, Bischof von Gloucester
- Robert Waring Darwin (1724–1816), Arzt und Botaniker
- Thomas William Robertson (1829–1871), Dramatiker und Bühnenregisseur
- William Sadler Franks (1851–1935), Astronom
- Archie Camden (1888–1979), Fagottist und Musikpädagoge
- Donald Wolfit (1902–1968), Schauspieler
- John Grosvenor Beevor (1905–1987), Nachrichtendienstoffizier und Manager
- Godfrey Hounsfield (1919–2004), Elektrotechniker und Nobelpreisträger für Medizin
- Terence Longdon (1922–2011), Schauspieler
- Rupert Sheldrake (* 1942), Autor und Biologe
- Nicholas Bourne, Baron Bourne of Aberystwyth (* 1952), Politiker (Conservative Party)
- Nigel Doughty (1957–2012), Fußballfunktionär und Geschäftsmann
- Mary King (* 1961), Vielseitigkeitsreiterin
- Shane Nicholson (* 1970), Fußballspieler
- Shona McCallin (* 1992), Hockeyspielerin